# Рајан Гузман
Рајан Ентони Гузман (енгл. Ryan Anthony Guzman; Абилин, 21. септембар 1987) амерички је глумац и бивши манекен. Познат је по улози Шона Ејса у филму Ухвати ритам: Револуција (2014), Ное Сандборна у трилеру Дечко из комшилука (2015) и Едмунда Дијаза у серији 911 (2018—данас).

## Детињство и младост
Син је Рамона Гузмана Млађег и Лисе Ен (рођ. Хадсон). Има млађег брата, Стивена. Рођен је у Абилин, у Тексасу, али се касније преселио с породицом у Сакраменто, у Калифорнију, где је завршио средњу школу и дипломирао на колеџу. Са седам година је почео да тренира теквондо, а са десет стекао црни појас. Такође је играо бејзбол у средњој школи и на колеџу, али је био приморан да одустане од њега због повреде рамена и неуспешне операције.

## Приватни живот
Сина је добио 24. јануара 2019. са својом вереницом, бразилском глумицом Кристи Ен. Назвали су га Матео Лопес, а пре рођења сина Гузман је за Entertainment Tonight изјавио: „Моја мама је водила обданиште већи део мог живота и једно од деце коју је чувала звало се Матео. Он је био једно од најслађе деце. Чим сам сазнао да имам сина, сетио сам се њега.” Дана 7. јануара 2021. добили су ћерку, Валентину.

## Филмографија

### Филм
| Улоге  |                             |               |              |          |
| Година | Српски назив                | Изворни назив | Улога        | Напомена |
| 2012.  | Ухвати ритам: Револуција    |               | Шон Ејса     |          |
| 2014.  |                             |               | Дилан        |          |
| 2014.  |                             |               | Алекс Стоун  |          |
| 2014.  | Ухвати ритам: Све или ништа |               | Шон Ејса     |          |
| 2015.  | Дечко из комшилука          |               | Ноа Сандборн |          |
| 2015.  |                             |               | Себастијан   |          |
| 2015.  | Џем и Холограми             |               | Рио Рејмонд  |          |
| 2016.  | О томе ти причам            |               | Кени Ропер   |          |
| 2018.  |                             |               | Родриго      |          |
| 2018.  |                             |               | Џонзи        |          |
| 2018.  | Ући у траг                  |               | Лукас        |          |
| 2019.  |                             |               | Фернандо     |          |
| 2019.  |                             |               | Макс         |          |

### Телевизија
| Улоге      |                       |               |                 |                                |
| Година     | Српски назив          | Изворни назив | Улога           | Напомена                       |
| 2012.      |                       |               | Рајан           | 1 епизода                      |
| 2013.      |                       |               | Брет            | ТВ филм                        |
| 2013—2014. | Слатке мале лажљивице |               | Џејк            | споредна улога; 9 епизода      |
| 2015.      | Хероји: Поново рођени |               | Карлос Гутјерез | главна улога                   |
| 2016.      |                       |               | Рајан Мајлс     | главна улога                   |
| 2017.      |                       |               | члан жирија     | 1 епизода                      |
| 2018—данас | 911                   | 911           | Едмундо Дијаз   | главна улога (2. сезона—данас) |
| 2021.      | 911: Тексас           |               | Едмундо Дијаз   | 1 епизода                      |